# Nghĩa Hưng, Nghệ An
Nghĩa Hưng là một xã thuộc tỉnh Nghệ An, Việt Nam. Xã được hình thành trên cơ sở sáp nhập xã Nghĩa Thành và xã Nghĩa Hưng của huyện Nghĩa Đàn trong đợt Sáp nhập tỉnh thành Việt Nam 2025.

## Địa lý
Xã Nghĩa Hưng có vị trí địa lý:
- Phía Đông giáp phường Thái Hòa;
- Phía Nam giáp xã Nghĩa Khánh và phường Tây Hiếu;
- Phía Tây giáp xã Minh Hợp;
- Phía Bắc giáp xã Nghĩa Mai.

Xã Nghĩa Hưng có diện tích tự nhiên 68,65 km².

## Hành chính và tên gọi
Xã Nghĩa Hưng được thành lập theo Nghị quyết số 1678/NQ-UBTVQH15 của Ủy ban Thường vụ Quốc hội Việt Nam, ban hành ngày 16 tháng 6 năm 2025. Theo đó, sắp xếp toàn bộ diện tích tự nhiên, quy mô dân số của xã Nghĩa Thành và xã Nghĩa Hưng thuộc huyện Nghĩa Đàn trước đây thành một xã mới có tên gọi là xã Nghĩa Hưng.
Trước đó, theo Đề án sắp xếp đơn vị hành chính cấp xã tỉnh Nghệ An, xã này là xã Nghĩa Đàn 5.
Sau sắp xếp xã có diện tích tự nhiên: 68,65 km², quy mô dân số: 25.459 người.